# Mosinet Geremew
Mosinet Geremew, né le 12 février 1992, est un athlète éthiopien, spécialiste des courses de fond.

## Biographie
Le 19 mai 2012, Geremew court le 5 000 m en 13 min 17 s 41 à Shanghai.
En février 2015, il remporte le semi-marathon de Ras el Khaïmah, aux Émirats arabes unis, en 1 h 0 min 5 s. Le 17 juin, il porte son record sur 10 000 m à 27 min 18 s 86 à Hengelo, aux Pays-Bas. 
Le 28 avril 2019, il est le troisième coureur de l'histoire après Eliud Kipchoge et Dennis Kimetto à courir un marathon en dessous des 2 heures et 3 minutes. Il réalise 2 h 2 min 55 s lors du marathon de Londres.
En 2022, il remporte la médaille d'argent du marathon lors des championnats du monde à Eugene, devancé par son compatriote Tamirat Tola.

## Palmarès
| Date | Compétition                     | Lieu           | Résultat | Épreuve       | Temps           |
| ---- | ------------------------------- | -------------- | -------- | ------------- | --------------- |
| 2015 | Semi-marathon de Ras el Khaïmah | Ras el Khaïmah | 1er      | Semi-marathon | 1 h 0 min 5 s   |
| 2018 | Marathon de Chicago             | Chicago        | 2e       | Marathon      | 2 h 5 min 24 s  |
| 2019 | Marathon de Londres             | Londres        | 2e       | Marathon      | 2 h 2 min 55 s  |
| 2019 | Championnats du monde           | Doha           | 2e       | Marathon      | 2 h 10 min 44 s |
| 2022 | Marathon de Séoul               | Séoul          | 1er      | Marathon      | 2 h 4 min 43 s  |
| 2022 | Championnats du monde           | Eugene         | 2e       | Marathon      | 2 h 6 min 44 s  |

## Records
| Épreuve       | Performance    | Date             | Lieu      |
| ------------- | -------------- | ---------------- | --------- |
| 1 500 m       | 3 min 47 s 5   | 2 janvier 2013   | Luanda    |
| 5 000 m       | 13 min 17 s 41 | 19 mai 2012      | Shanghai  |
| 10 000 m      | 27 min 18 s 86 | 17 juin 2015     | Hengelo   |
| 10 km         | 27 min 36 s    | 25 novembre 2012 | Hyderabad |
| Semi-marathon | 59 min 11 s    | 23 novembre 2014 | New Delhi |
| Marathon      | 2 h 2 min 55 s | 28 avril 2019    | Londres   |